# The Bride (2017)
The Bride ist ein russischer Horrorfilm aus dem Jahr 2017.

## Handlung
Im Jahr 1832 stellt der Chemiker Joseph Hamel bei der Russischen Akademie der Wissenschaften ein Verfahren für die Fotografie vor, bei dem mit einer Linse aus Silber nicht nur das Licht, sondern auch die Seele der fotografierten Person erfasst wird. Die Akademie reagiert ablehnend, aber es entsteht ein Ritual, um die Seele eines Menschen in einen anderen Körper zu übertragen.
Ebenfalls im 19. Jahrhundert fertigt ein Fotograf Aufnahmen seiner verstorbenen Frau mit aufgemalten Augen auf den Lidern. Er nennt sie „die Braut“. Anschließend möchte er die Seele seiner Ehefrau mit Hilfe eines Diamantrings auf ein junges Bauernmädchen übertragen. Proteste der Dorfbewohner beendet er, indem er einen von ihnen erschießt. Dann steckt er dem Mädchen den Ring an und legt die junge Frau mit der Leiche seiner Ehefrau in einen Sarg. Als der Sarg hinabgelassen wild, kommt es zu einer wilden Reaktion und die Seelenwanderung gelingt. Nachdem der Mann das Totenfoto versteckt hat, wacht seine Frau im jungen Körper auf und ist verwirrt.
In der Gegenwart heiratet die Studentin Nastja ihren Verlobten Iwan. Nach der Hochzeit reist das Paar zu Iwans Familie, wo Nastja dessen Schwester Lisa und deren Kinder kennenlernt. Beim Abendessen gibt Lisa Nastja den Diamantring, den „die Braut“ trug, was zu Streit mit Ivan führt. Außerdem bekommt Nastja in dem geheimnisvollen alten Haus mehrere Visionen, in denen sie Doppelgängerinnen von sich selbst sieht.
Am nächsten Tag ist Iwan weg, angeblich zu einem Treffen mit Freunden und Nastja ist verwirrt, weil er nichts gesagt hat. Weitere Visionen, u. a. von dem Fotografen aus dem 19. Jahrhundert, verunsichern die junge Frau zusätzlich. Als sie den spielenden Kindern in einen geheimen Gang hinter der Wand folgt, gelangt sie in einen Raum, in dem sie das Foto „der Braut“ entdeckt.
Nastja hat Angst vor der Familie. Als sie aus dem Haus fliehen will, sieht sie eine ältere Frau mit einer Lampe zum Nebenhaus gehen. Durch das Fenster sieht sie, dass die Frau Iwan gefangen hält. Iwan fordert sie zur Flucht auf, aber dann sieht sie eine Frau mit weißem Gesicht in einem schwarzen Brautkleid. Dann bekommt Nastja von der älteren Frau etwas zu trinken und schläft ein. In einem Traum sieht sie, wie „die Braut“ stirbt und als Geist den Fotografen tötet. Dann wendet sich der Geist Nastja zu und droht ihr an, dass „sie“ sie holen wird.
Am nächsten Tag wird alles für eine Hochzeitszeremonie nach alter Familientradition vorbereitet. Während Nastja das Brautkleid anzieht, zeigt man ihr alte Fotos der Familie. Dabei fällt Nastja auf, dass überall die gleiche Frau zu sehen ist. Sie versucht erneut zu fliehen, wird aber von mehreren Männern, die zur Feier des Rituals gekommen sind, gefesselt. Während sie gefesselt in einem Raum liegt, begegnet ihr ein Skelett, das vom Geist „der Braut“ besessen ist. Dann rettet Iwan Nastja und fährt mit ihr weg. Während der Autofahrt verrät Iwan seiner Frau, dass seine Familie regelmäßig das Ritual durchführt und dass Nastja die nächste Frau ist, in deren Körper die Seele „der Braut“ übertragen werden soll. Die Seelenwanderung könne nur gestoppt werden, wenn man das alte Foto „der Braut“ zerstört. Nastja kann gerade noch sagen, dass sie das Versteck des Fotos kennt, als ein Auto von links in ihr Auto kracht. Die Ritual-Gruppe nimmt Nastja mit und lässt den totgeglaubten Iwan zurück.
Vor dem Haus leitet die Gruppe das Ritual ein. Nastja bekommt den Diamantring und wird im Sarg hinabgelassen, wo „die Braut“ ihre Seele übertragen soll. Aber das Ritual scheitert, weil Nastja keine Jungfrau mehr ist. Die Mitglieder der Ritual-Gruppe laufen weg, während die ältere Frau als Anführerin vom Geist getötet wird.
Iwan hat den Autounfall überlebt und kehrt zurück zum Haus, um Nastja zu retten. Währenddessen werden Lisa und die Kinder vom Geist angegriffen. Die Kinder fliehen in den Geheimgang und Nastja geht in den Raum, in dem das Foto liegt. Lisa folgt ihr und übernimmt den Diamantring. Daraufhin ist sie vom Geist besessen und schnappt sich eines der Kinder. Nastja zeigt ihr das alte Foto und wird von Lisa angegriffen. Als das andere Kind nach der Mutter ruft, kommt Lisa wieder zu sich. Sie sagt zu Nastja, dass sie auf die Kinder aufpassen soll. Dann entzündet sie sich selbst mit der Öllampe und stirbt im Feuer. Nastja und Iwan verlassen mit den Kindern das Haus.
Einige Zeit später kommt eine neue Familie ins Haus, die nach einer Renovierung dort einziehen möchte. Sie sehen das Loch in der Wand und eine Gestalt vorbeiziehen.

## Rezeption
Für den Filmdienst ist es ein „allzu vorhersehbarer russischer Gruselfilm, der aber inszenatorisch sowohl durch seine Bilder als auch Musik und Sounddesign durchaus gediegenen Schauer verbreitet“. Der Filmchecker meint, es sei „kurzweiliges Gruselvergnügen, das Grauen langsam heraufbeschwört und erst im Finale das Gruselfeuerwerk aus der Effektkiste kramt. Damit macht es der russische Geisterfilm dem internationalen Gruselmarkt gleich [... Der Film] macht auch in visueller Hinsicht eine souveräne Figur.“